# Franz Zilly
Franz Zilly foi um patinador artístico alemão. Zilly conquistou a medalha de bronze na primeira edição do Campeonato Europeu em 1891.

## Principais resultados
| Campeonato Europeu | Medalha de bronze | 6.º | 5.º |